# Olarenwaju Kayode
Tobi Olarenwaju Ayobami Kayode (né le 8 mai 1993 à Ibadan) est un footballeur international nigérian, jouant actuellement au Gençlerbirliği SK.

## Biographie

### En club
Avec le club de l'Austria Vienne, il marque 17 buts dans le championnat d'Autriche lors de la saison 2016-2017. Il participe lors de cette même saison à la Ligue Europa (12 matchs, cinq buts).

### En équipe nationale
Avec les moins de 17 ans, il participe à la Coupe du monde des moins de 17 ans 2009 organisée dans son pays natal. Lors de cette compétition, il joue six matchs. Il délivre une passe décisive face à l'Argentine en phase de groupe. Le Nigeria est battu en finale par la Suisse. 
Avec les moins de 20 ans, il participe à la Coupe d'Afrique des nations junior 2011. Il marque un but lors de la finale remportée par le Nigeria face au Cameroun. Il délivre également trois passes décisives : deux contre le Mali en demi-finale, et une contre le Cameroun en finale. 
Il dispute ensuite quelques mois plus tard la Coupe du monde des moins de 20 ans 2011 organisée en Colombie. Lors de cette compétition, il inscrit trois buts. Il marque contre le Guatemala, la Croatie et l'Arabie saoudite en phase de groupe. Il délivre également deux passes décisives, contre le Guatemala tout d'abord, puis contre l'Angleterre en huitièmes de finale. Le Nigeria s'incline en quart de finale face à l'équipe de France, après une séance de tirs au but.
Il participe par la suite à la Coupe d'Afrique des nations junior 2013, compétition lors de laquelle le Nigeria se classe troisième. Il dispute ensuite la Coupe du monde des moins de 20 ans 2013 qui se déroule en Turquie. Lors de cette compétition, il marque un but contre la Corée du Sud en phase de groupe, puis un autre but contre l'Uruguay en huitièmes de finale. Il délivre également deux passes décisives, contre le Portugal et Cuba en phase de groupe. Le Nigeria atteint les huitièmes de finale de ce mondial.
Il reçoit sa première sélection en équipe du Nigeria le 23 mars 2017, en amical contre le Sénégal (match nul 1-1).

## Palmarès

### En équipe nationale
- Finaliste de la Coupe du monde des moins de 17 ans en 2009 avec l'équipe du Nigeria des moins de 17 ans
- Vainqueur de la Coupe d'Afrique des nations junior en 2011 avec l'équipe du Nigeria des moins de 20 ans

### En club
- Champion d'Israël de D2 en 2014 avec le Maccabi Netanya
- Coupe d'Ukraine en 2018